# Campionato del mondo rally 2025
Il campionato del mondo rally 2025 è la 53ª edizione del campionato del mondo rally e si svolgerà dal 23 gennaio al 30 novembre 2025.
Le squadre e gli equipaggi gareggeranno in quattordici eventi in cui vengono assegnati i titoli iridati piloti, co-piloti e costruttori. Gli equipaggi competono in auto conformi ai regolamenti del gruppo R. Solo i costruttori che gareggiano con vetture Rally1 omologate secondo tali regolamenti possono ottenere punti nel campionato costruttori; inoltre da questa stagione vengono introdotti nuove normative sui propulsori, che sanciscono l'abbandono del sistema ibrido-elettrico introdotto nel 2022, con il ritorno delle sole motorizzazioni endotermiche per ridurne i costi.
Il campionato inizia il 23 gennaio con il Rally di Monte Carlo e si conclude il 24 novembre 2025 con il Rally dell'Arabia Saudita. La serie viene supportata dalle categorie World Rally Championship-2 e World Rally Championship-3 in ogni tappa del campionato e dal Junior World Rally Championship in eventi selezionati.
Thierry Neuville e Martijn Wydaeghe sono i campioni in carica dopo aver conquistato il primo titolo in carriera nella passata stagione. La Toyota Gazoo Racing è invece il campione uscente nei costruttori per il quarto anno consecutivo.
Partecipano al campionato gli stessi team che si erano contesi il titolo nel 2024, ovvero M-Sport con la Ford Puma Rally1, Toyota con la Toyota GR Yaris Rally1 la cui gestione è sempre affidata alla squadra Toyota Gazoo Racing e Hyundai con la Hyundai i20 N Rally1.

## Calendario
| Calendario definitivo | Calendario definitivo | Calendario definitivo                     | Calendario definitivo             | Calendario definitivo |
| Tappa                 | Data                  | Rally                                     | Sede                              | Superficie            |
| --------------------- | --------------------- | ----------------------------------------- | --------------------------------- | --------------------- |
| 1                     | 23-26 gennaio         | 93ème Rallye Automobile Monte-Carlo       | Gap, Provenza-Alpi-Costa Azzurra  | Asfalto/neve          |
| 2                     | 13-16 febbraio        | 72th Rally Sweden                         | Umeå, Contea di Västerbotten      | Neve                  |
| 3                     | 20-23 marzo           | 73º Safari Rally Kenya                    | Naivasha                          | Sterrato              |
| 4                     | 24-27 aprile          | 49º Rally Islas Canarias - Rally of Spain | Las Palmas de Gran Canaria        | Asfalto               |
| 5                     | 15-18 maggio          | 58º Vodafone Rally de Portugal            | Matosinhos, Porto                 | Sterrato              |
| 6                     | 5-8 giugno            | 22° Rally Italia Sardegna                 | Olbia                             | Sterrato              |
| 7                     | 26-29 giugno          | 68th EKO Acropolis Rally                  | Lamia                             | Sterrato              |
| 8                     | 17-20 luglio          | 15. Delfi Rally Estonia                   | Tartu                             | Sterrato              |
| 9                     | 31 luglio-3 agosto    | 74th Secto Rally Finland                  | Jyväskylä                         | Sterrato              |
| 10                    | 28-31 agosto          | 2º Ueno Rally del Paraguay                | Encarnación, Itapúa               | Sterrato              |
| 11                    | 11-14 settembre       | 4º Rally Chile BIOBÍO                     | Concepción                        | Sterrato              |
| 12                    | 16-19 ottobre         | 3rd Central European Rally                | Bad Griesbach im Rottal, Germania | Asfalto               |
| 13                    | 6-9 novembre          | FORUM8 Rally Japan 2025                   | Aichi / Gifu                      | Asfalto               |
| 14                    | 27-30 novembre        | 1º Rally Saudi Arabia                     | Jeddah                            | Sterrato              |
| Fonte                 |                       |                                           |                                   |                       |

### Cambiamenti nel calendario
Il calendario della stagione 2025 vede una svolta principale con il passaggio a 14 eventi dopo tre stagioni dove il numero era fermo a 13, l'ultima stagione con un numero maggiore o uguale di eventi è stata quella del 2019.

### Eventi aggiunti
- Il Rally delle Isole Canarie vede la sua prima partecipazione nel campionato del mondo dopo essere stata negli anni precedenti un evento del campionato europeo;
- Torna il Rally d'Estonia dopo un anno di "pausa" nell'europeo, è stata la sua quinta partecipazione al mondiale;
- Entra per la prima volta nel mondiale il Rally del Paraguay dopo essere nato solo l'anno precedente a questa stagione;
- L'ultima entrata riguarda il Rally dell'Arabia Saudita, inaugurato proprio nella stagione 2025 con la valenza esclusiva per il campionato del mondo.

### Eventi rimossi
- Causa mancato accordo per il rinnovo il Rally di Croazia non è stato presente in questa stagione del mondiale, essendo così inserita nel calendario europeo, ma l'organizzatore ed il Promoter hanno firmato subito per riportare l'evento dalla stagione 2026;
- Il Rally di Polonia non ha convinto nella stagione 2024 causa i molti problemi organizzativi presente in quell'edizione tornando così nel campionato europeo;
- Gli organizzatori del Rally Liepāja non sono riusciti a preparare l'evento per il 2025 e pertanto non è stato inserito nel calendario.

## Cambiamenti nel regolamento

### Regolamento tecnico
- Dopo i forti dubbi e le forti critiche avute nel triennio 2022-2024 si è deciso di rivoluzionare le vetture Rally1, togliendo completamente la parte ibrida fornita da Compact Dynamics che aveva un contratto il promoter fino alla stagione 2026: così facendo il peso delle vetture si è notevolmente ridotto così come i costi per sostenerle; così facendo però anche la potenza è notevolmente ridotta rendendo le vetture meno performanti rispetto alle controparti ibride.[1][5]
- Un altro cambiamento significativo riguardava il passaggio di testimone nei fornitori di pneumatici, infatti dopo gli anni precedenti dove Pirelli possedeva il monopolio della fornitura per tutte le divisioni del mondiale rally, da questa stagione l'azienda italiana decide di non rinnovare il suo impegno nella competizione passando il testimone ad Hankook, che arriva per la prima volta nella competizione mondiale firmando un contratto che lega le parti fino al 2027.[6][7]

### Regolamento sportivo
Il sistema di punteggio ampiamente criticato da team, piloti e tifosi nella stagione 2024 ha portato a rivoluzionare ancora anche il sistema di punteggio, con modifiche piccole ma che vanno incontro alle esigenze della critica: innanzitutto è tornato il sistema di punteggio che premia maggiormente chi si piazza davanti alla fine dell'evento e non più solo dopo la giornata del sabato, con il quale vengono premiati i primi dieci classificati rispettivamente con il sistema 25-17-15-12-10-8-6-4-2-1; viene inoltre confermato ma rivoluzionato il "Super Sunday", che premia coloro che si piazzano davanti a tutti in una classifica riservata alla sola giornata della domenica e separata dal resto dell'evento, il sistema viene ridotto a premiare i primi cinque classificati, anziché i primi sette, con il sistema 5-4-3-2-1. Rimane, invece, invariato il sistema della Power Stage. Così facendo, la "settimana perfetta" porterebbe ad un pilota un bottino completo di 35 punti, anziché 30 come nelle scorse stagioni.

## Squadre e piloti

### Iscritti WRC
| Squadre iscritte al campionato costruttori         | Squadre iscritte al campionato costruttori | Squadre iscritte al campionato costruttori | Squadre iscritte al campionato costruttori | Squadre iscritte al campionato costruttori | Squadre iscritte al campionato costruttori | Squadre iscritte al campionato costruttori | Squadre iscritte al campionato costruttori |
| Costruttori                                        | Auto                                       | Squadre                                    | Pneumatici                                 | N°                                         | Piloti                                     | Copiloti                                   | Gare                                       |
| -------------------------------------------------- | ------------------------------------------ | ------------------------------------------ | ------------------------------------------ | ------------------------------------------ | ------------------------------------------ | ------------------------------------------ | ------------------------------------------ |
| Hyundai                                            | Hyundai i20 N Rally1                       | Hyundai Shell Mobis WRT                    | H                                          | 1                                          | Thierry Neuville                           | Martijn Wydaeghe                           | 1-10                                       |
| Hyundai                                            | Hyundai i20 N Rally1                       | Hyundai Shell Mobis WRT                    | H                                          | 8                                          | Ott Tänak                                  | Martin Järveoja                            | 1-10                                       |
| Hyundai                                            | Hyundai i20 N Rally1                       | Hyundai Shell Mobis WRT                    | H                                          | 16                                         | Adrien Fourmaux                            | Alexandre Coria                            | 1-10                                       |
| Toyota                                             | Toyota GR Yaris Rally1                     | Toyota Gazoo Racing WRT2                   | H                                          | 5                                          | Sami Pajari                                | Marko Salminen                             | 1-10                                       |
| Toyota                                             | Toyota GR Yaris Rally1                     | Toyota Gazoo Racing WRT                    | H                                          | 17                                         | Sébastien Ogier                            | Vincent Landais                            | 1, 4-7, 9-10                               |
| Toyota                                             | Toyota GR Yaris Rally1                     | Toyota Gazoo Racing WRT                    | H                                          | 18                                         | Takamoto Katsuta                           | Aaron Johnston                             | 2-3, 8                                     |
| Toyota                                             | Toyota GR Yaris Rally1                     | Toyota Gazoo Racing WRT                    | H                                          | 33                                         | Elfyn Evans                                | Scott Martin                               | 1-10                                       |
| Toyota                                             | Toyota GR Yaris Rally1                     | Toyota Gazoo Racing WRT                    | H                                          | 69                                         | Kalle Rovanperä                            | Jonne Halttunen                            | 1-10                                       |
| Ford                                               | Ford Puma Rally1                           | M-Sport Ford WRT                           | H                                          | 13                                         | Grégoire Munster                           | Louis Louka                                | 1-10                                       |
| Ford                                               | Ford Puma Rally1                           | M-Sport Ford WRT                           | H                                          | 55                                         | Josh McErlean                              | Eoin Treacy                                | 1-10                                       |
|                                                    |                                            |                                            |                                            |                                            |                                            |                                            |                                            |
| Ulteriori iscritti non registrati come costruttori |                                            |                                            |                                            |                                            |                                            |                                            |                                            |
| Costruttori                                        | Auto                                       | Squadre                                    | Pneumatici                                 | N°                                         | Piloti                                     | Copiloti                                   | Gare                                       |
| Ford                                               | Ford Puma Rally1                           | M-Sport Ford WRT                           | H                                          | 2                                          | Diogo Salvi                                | Axel Coronado                              | 5                                          |
| Ford                                               | Ford Puma Rally1                           | M-Sport Ford WRT                           | H                                          | 9                                          | Jourdan Serderidis                         | Frédéric Miclotte                          | 2-3, 6-7                                   |
| Ford                                               | Ford Puma Rally1                           | M-Sport Ford WRT                           | H                                          | 22                                         | Mārtiņš Sesks                              | Renārs Francis                             | 2, 5-9                                     |
| Toyota                                             | Toyota GR Yaris Rally1                     | Toyota Gazoo Racing WRT                    | H                                          | 18                                         | Takamoto Katsuta                           | Aaron Johnston                             | 1, 4-7, 9                                  |
| Toyota                                             | Toyota GR Yaris Rally1                     | Toyota Gazoo Racing WRT                    | H                                          | 37                                         | Lorenzo Bertelli                           | Simone Scattolin                           | 2                                          |
| Toyota                                             | Toyota GR Yaris Rally1                     | Toyota Gazoo Racing WRT                    | H                                          | 99                                         | Oliver Solberg                             | Elliott Edmondson                          | 8                                          |
| Fonti:                                             |                                            |                                            |                                            |                                            |                                            |                                            |                                            |

Legenda: Nº = Numero di gara.

### Iscritti WRC Masters Cup
Sono potuti partecipare alla FIA Masters Cup soltanto i concorrenti nati il o prima del 1º gennaio 1975 a bordo di vetture appartenenti alle categorie del gruppo R al di sotto della Rally1, ovvero RC2, RC3, RC4, RC5 e/o R-GT. Tali concorrenti sono indicati con sfondo verde; gli altri (su sfondo bianco), pur facendo ovviamente parte dell'equipaggio, non possono essere iscritti alla categoria per limiti di età.
| Costruttori | Auto                   | Squadre                  | Pneumatici | Piloti                   | Copiloti                 | Gare     |
| ----------- | ---------------------- | ------------------------ | ---------- | ------------------------ | ------------------------ | -------- |
| Citroën     | Citroën C3 Rally2      | Escudería Maspalomas     | H          | Juan Carlos Quintana     | Jonathan Hernández Ávila | 4        |
| Ford        | Ford Fiesta Rally2     | Eamonn Boland            | H          | Eamonn Boland            | MJ                       | 1, 4     |
| Ford        | Ford Fiesta Rally2     | George Vasilakis         | H          | George Vasilakis         | Allan Harryman           | 3        |
| Ford        | Ford Fiesta Rally3     | George Vasilakis         | H          | George Vasilakis         | Allan Harryman           | 2, 7, 10 |
| Ford        | Ford Fiesta R5         | Carl Tundo               | H          | Carl Tundo               | Tim Jessop               | 3        |
| Hyundai     | Hyundai i20 N Rally2   | Henk Vossen              | H          | Henk Vossen              | Willem Vissenberg        | 1        |
| Hyundai     | Hyundai i20 N Rally2   | Jorge Martínez Merizalde | H          | Jorge Martínez Merizalde | José Alberto Aros        | 2, 10    |
| Hyundai     | Hyundai i20 N Rally2   | Jorge Martínez Merizalde | H          | Jorge Martínez Merizalde | Marcelo Brizio           | 5        |
| Škoda       | Škoda Fabia RS Rally2  | Enrico Brazzoli          | H          | Enrico Brazzoli          | Martina Musiari          | 1        |
| Škoda       | Škoda Fabia RS Rally2  | Maurizio Chiarani        | H          | Maurizio Chiarani        | Flavio Zanella           | 1, 4, 9  |
| Škoda       | Škoda Fabia RS Rally2  | GP Garage My Team        | H          | Uğur Soylu               | Sener Güray              | 2, 4-9   |
| Škoda       | Škoda Fabia RS Rally2  | Miguel Granados          | H          | Miguel Granados          | Marc Martí               | 2, 4-7   |
| Škoda       | Škoda Fabia RS Rally2  | Alexander Villanueva     | H          | Alexander Villanueva     | Alberto Chamorro         | 2        |
| Škoda       | Škoda Fabia RS Rally2  | PH.Ph                    | H          | Miguel Díaz-Aboitiz      | Diego Sanjuan            | 3        |
| Škoda       | Škoda Fabia RS Rally2  | Osamu Fukunaga           | H          | Osamu Fukunaga           | Misako Saida             | 4        |
| Škoda       | Škoda Fabia RS Rally2  | Pedro Meireles           | H          | Pedro Meireles           | Mário Castro             | 5        |
| Škoda       | Škoda Fabia RS Rally2  | Miguel Zaldivar          | H          | Miguel Zaldivar          | Rubén García             | 10       |
| Škoda       | Škoda Fabia Rally2 evo | Escudería Costa Brava    | H          | Antonio Forné            | Axel Coronado            | 4        |
| Škoda       | Škoda Fabia Rally2 evo | Francisco Teixeira       | H          | Francisco Teixeira       | João Serôdio             | 5        |
| Škoda       | Škoda Fabia R5         | Aakif Virani             | H          | Aakif Virani             | Zahir Shah               | 3        |
| Toyota      | Toyota GR Yaris Rally2 | Printsport               | H          | Michał Sołowow           | Maciej Baran             | 2        |
| Toyota      | Toyota GR Yaris Rally2 | Alexander Villanueva     | H          | Alexander Villanueva     | Diego Sanjuan            | 5        |
| Toyota      | Toyota GR Yaris Rally2 | Diego Domínguez          | H          | Diego Domínguez          | Fernando Mussano         | 10       |
| Volkswagen  | Volkswagen Polo GTI R5 | Luis Ortega              | H          | Luis Ortega              | Leonardo Suaya           | 10       |
| Volkswagen  | Volkswagen Polo GTI R5 | Blas Zapag               | H          | Blas Zapag               | Enrique Fratta           | 10       |
| Volkswagen  | Volkswagen Polo GTI R5 | Cesar Pedotti            | H          | Cesar Pedotti            | Nicolas Elizaur          | 10       |
| Fonti:      |                        |                          |            |                          |                          |          |

## Risultati e statistiche

### WRC
| Gara | Nome rally                                           | Podio | Podio | Podio                             | Podio                                            | Podio     | Statistiche | Statistiche           | Statistiche | Statistiche | Statistiche |
| Gara | Nome rally                                           | Pos.  | Nº    | Pilota e copilota                 | Squadra e vettura                                | Tempo     | Speciali    | Lunghezza             | Iscritti    | Partiti     | Arrivati    |
| ---- | ---------------------------------------------------- | ----- | ----- | --------------------------------- | ------------------------------------------------ | --------- | ----------- | --------------------- | ----------- | ----------- | ----------- |
| 1    | Rally di Monte Carlo (23-26 gennaio) — Resoconto     | 1     | 17    | Sébastien Ogier Vincent Landais   | Toyota Gazoo Racing WRT (Toyota GR Yaris Rally1) | 3h19'06"1 | (18) 17     | (333,06 km) 316,38 km | 70          | 68          | 62          |
| 1    | Rally di Monte Carlo (23-26 gennaio) — Resoconto     | 2     | 33    | Elfyn Evans Scott Martin          | Toyota Gazoo Racing WRT (Toyota GR Yaris Rally1) | +18"5     | (18) 17     | (333,06 km) 316,38 km | 70          | 68          | 62          |
| 1    | Rally di Monte Carlo (23-26 gennaio) — Resoconto     | 3     | 16    | Adrien Fourmaux Alexandre Coria   | Hyundai Shell Mobis WRT (Hyundai i20 N Rally1)   | +26"0     | (18) 17     | (333,06 km) 316,38 km | 70          | 68          | 62          |
| 2    | Rally di Svezia (13-16 febbraio) — Resoconto         | 1     | 33    | Elfyn Evans Scott Martin          | Toyota Gazoo Racing WRT (Toyota GR Yaris Rally1) | 2h33'39"2 | 18          | 293,84 km             | 62          | 60          | 56          |
| 2    | Rally di Svezia (13-16 febbraio) — Resoconto         | 2     | 18    | Takamoto Katsuta Aaron Johnston   | Toyota Gazoo Racing WRT (Toyota GR Yaris Rally1) | +3"8      | 18          | 293,84 km             | 62          | 60          | 56          |
| 2    | Rally di Svezia (13-16 febbraio) — Resoconto         | 3     | 1     | Thierry Neuville Martijn Wydaeghe | Hyundai Shell Mobis WRT (Hyundai i20 N Rally1)   | +11"9     | 18          | 293,84 km             | 62          | 60          | 56          |
| 3    | Safari Rally (20-23 marzo) — Resoconto               | 1     | 33    | Elfyn Evans Scott Martin          | Toyota Gazoo Racing WRT (Toyota GR Yaris Rally1) | 4h20'03"8 | 21          | 383,10 km             | 39          | 30          | 21          |
| 3    | Safari Rally (20-23 marzo) — Resoconto               | 2     | 8     | Ott Tänak Martin Järveoja         | Hyundai Shell Mobis WRT (Hyundai i20 N Rally1)   | +1'09"9   | 21          | 383,10 km             | 39          | 30          | 21          |
| 3    | Safari Rally (20-23 marzo) — Resoconto               | 3     | 1     | Thierry Neuville Martijn Wydaeghe | Hyundai Shell Mobis WRT (Hyundai i20 N Rally1)   | +2'22"1   | 21          | 383,10 km             | 39          | 30          | 21          |
| 4    | Rally delle Isole Canarie (24-27 aprile) — Resoconto | 1     | 69    | Kalle Rovanperä Jonne Halttunen   | Toyota Gazoo Racing WRT (Toyota GR Yaris Rally1) | 2h54'39"8 | 18          | 301,30 km             | 63          | 60          | 53          |
| 4    | Rally delle Isole Canarie (24-27 aprile) — Resoconto | 2     | 17    | Sébastien Ogier Vincent Landais   | Toyota Gazoo Racing WRT (Toyota GR Yaris Rally1) | +53"5     | 18          | 301,30 km             | 63          | 60          | 53          |
| 4    | Rally delle Isole Canarie (24-27 aprile) — Resoconto | 3     | 33    | Elfyn Evans Scott Martin          | Toyota Gazoo Racing WRT (Toyota GR Yaris Rally1) | +1'17"1   | 18          | 301,30 km             | 63          | 60          | 53          |
| 5    | Rally del Portogallo (15-18 maggio) — Resoconto      | 1     | 17    | Sébastien Ogier Vincent Landais   | Toyota Gazoo Racing WRT (Toyota GR Yaris Rally1) | 3h48'35"9 | 24          | 344,50 km             | 95          | 90          | 66          |
| 5    | Rally del Portogallo (15-18 maggio) — Resoconto      | 2     | 8     | Ott Tänak Martin Järveoja         | Hyundai Shell Mobis WRT (Hyundai i20 N Rally1)   | +8"7      | 24          | 344,50 km             | 95          | 90          | 66          |
| 5    | Rally del Portogallo (15-18 maggio) — Resoconto      | 3     | 69    | Kalle Rovanperä Jonne Halttunen   | Toyota Gazoo Racing WRT (Toyota GR Yaris Rally1) | +12"2     | 24          | 344,50 km             | 95          | 90          | 66          |
| 6    | Rally di Sardegna (5-8 giugno) — Resoconto           | 1     | 17    | Sébastien Ogier Vincent Landais   | Toyota Gazoo Racing WRT (Toyota GR Yaris Rally1) | 3h34'24"5 | 16          | 320,08 km             | 68          | 66          | 42          |
| 6    | Rally di Sardegna (5-8 giugno) — Resoconto           | 2     | 8     | Ott Tänak Martin Järveoja         | Hyundai Shell Mobis WRT (Hyundai i20 N Rally1)   | +7"9      | 16          | 320,08 km             | 68          | 66          | 42          |
| 6    | Rally di Sardegna (5-8 giugno) — Resoconto           | 3     | 69    | Kalle Rovanperä Jonne Halttunen   | Toyota Gazoo Racing WRT (Toyota GR Yaris Rally1) | +50"5     | 16          | 320,08 km             | 68          | 66          | 42          |
| 7    | Rally dell'Acropoli (26-29 giugno) — Resoconto       | 1     | 8     | Ott Tänak Martin Järveoja         | Hyundai Shell Mobis WRT (Hyundai i20 N Rally1)   | 4h12'20"1 | 17          | 345,76 km             | 69          | 67          | 49          |
| 7    | Rally dell'Acropoli (26-29 giugno) — Resoconto       | 2     | 17    | Sébastien Ogier Vincent Landais   | Toyota Gazoo Racing WRT (Toyota GR Yaris Rally1) | +32"8     | 17          | 345,76 km             | 69          | 67          | 49          |
| 7    | Rally dell'Acropoli (26-29 giugno) — Resoconto       | 3     | 16    | Adrien Fourmaux Alexandre Coria   | Hyundai Shell Mobis WRT (Hyundai i20 N Rally1)   | +3'09"8   | 17          | 345,76 km             | 69          | 67          | 49          |
| 8    | Rally d'Estonia (17-20 luglio) — Resoconto           | 1     | 99    | Oliver Solberg Elliott Edmondson  | Toyota Gazoo Racing WRT (Toyota GR Yaris Rally1) | 2h36'35"1 | 20          | 308,35 km             | 41          | 37          | 30          |
| 8    | Rally d'Estonia (17-20 luglio) — Resoconto           | 2     | 8     | Ott Tänak Martin Järveoja         | Hyundai Shell Mobis WRT (Hyundai i20 N Rally1)   | +25"2     | 20          | 308,35 km             | 41          | 37          | 30          |
| 8    | Rally d'Estonia (17-20 luglio) — Resoconto           | 3     | 1     | Thierry Neuville Martijn Wydaeghe | Hyundai Shell Mobis WRT (Hyundai i20 N Rally1)   | +48"3     | 20          | 308,35 km             | 41          | 37          | 30          |
| 9    | Rally di Finlandia (31 luglio-3 agosto) — Resoconto  | 1     | 69    | Kalle Rovanperä Jonne Halttunen   | Toyota Gazoo Racing WRT (Toyota GR Yaris Rally1) | 2h21'51"4 | 20          | 307,22 km             | 66          | 65          | 54          |
| 9    | Rally di Finlandia (31 luglio-3 agosto) — Resoconto  | 2     | 18    | Takamoto Katsuta Aaron Johnston   | Toyota Gazoo Racing WRT (Toyota GR Yaris Rally1) | +39"2     | 20          | 307,22 km             | 66          | 65          | 54          |
| 9    | Rally di Finlandia (31 luglio-3 agosto) — Resoconto  | 3     | 17    | Sébastien Ogier Vincent Landais   | Toyota Gazoo Racing WRT (Toyota GR Yaris Rally1) | +45"1     | 20          | 307,22 km             | 66          | 65          | 54          |

### WRC Masters Cup
| Gara | Nome rally                                           | Vincitori                                    | Vincitori                                    | Vincitori                                      | Vincitori                                    | Statistiche | Statistiche           | Statistiche | Statistiche | Statistiche |
| Gara | Nome rally                                           | Nº                                           | Pilota e copilota                            | Squadra e vettura                              | Tempo                                        | Speciali    | Lunghezza             | Iscritti    | Partiti     | Arrivati    |
| ---- | ---------------------------------------------------- | -------------------------------------------- | -------------------------------------------- | ---------------------------------------------- | -------------------------------------------- | ----------- | --------------------- | ----------- | ----------- | ----------- |
| 1    | Rally di Monte Carlo (23-26 gennaio) — Resoconto     | 47                                           | Maurizio Chiarani Flavio Zanella             | privato (Škoda Fabia RS Rally2)                | 4h06'27"4                                    | (18) 17     | (333,06 km) 316,38 km | 4           | 4           | 4           |
| 2    | Rally di Svezia (13-16 febbraio) — Resoconto         | 68                                           | Alexander Villanueva Alberto Chamorro        | privato (Škoda Fabia RS Rally2)                | 2h57'14"2                                    | 18          | 293,84 km             | 6           | 6           | 5           |
| 3    | Safari Rally (20-23 marzo) — Resoconto               | 28                                           | Carl Tundo Tim Jessop                        | privato (Ford Fiesta R5)                       | 5h31'02"                                     | 21          | 383,10 km             | 4           | 4           | 2           |
| 4    | Rally delle Isole Canarie (24-27 aprile) — Resoconto | 44                                           | Antonio Forné Axel Coronado                  | Escudería Costa Brava (Škoda Fabia Rally2 evo) | 3h14'10"9                                    | 18          | 301,30 km             | 7           | 7           | 7           |
| 5    | Rally del Portogallo (15-18 maggio) — Resoconto      | 52                                           | Pedro Meireles Mário Castro                  | privato (Škoda Fabia RS Rally2)                | 4h17'03"                                     | 24          | 344,50 km             | 6           | 6           | 4           |
| 6    | Rally di Sardegna (5-8 giugno) — Resoconto           | 58                                           | Miguel Granados Marc Martí                   | privato (Škoda Fabia RS Rally2)                | 4h08'02"6                                    | 16          | 320,08 km             | 2           | 2           | 2           |
| 7    | Rally dell'Acropoli (26-29 giugno) — Resoconto       | 52                                           | Miguel Granados Marc Martí                   | privato (Škoda Fabia RS Rally2)                | 4h46'47"3                                    | 17          | 345,76 km             | 3           | 3           | 3           |
| 8    | Rally d'Estonia (17-20 luglio) — Resoconto           | Nessun concorrente ha partecipato alla gara. | Nessun concorrente ha partecipato alla gara. | Nessun concorrente ha partecipato alla gara.   | Nessun concorrente ha partecipato alla gara. | 20          | 308,35 km             | -           | -           | -           |
| 9    | Rally di Finlandia (31 luglio-3 agosto) — Resoconto  | 45                                           | Uğur Soylu Sener Güray                       | GP Garage My Team (Škoda Fabia RS Rally2)      | 2h54'58"3                                    | 20          | 307,22 km             | 2           | 2           | 2           |

Legenda: Pos. = posizione; Nº = numero di gara.

## Classifiche

### Punteggio
| Posizione finale | 1ª | 2ª | 3ª | 4ª | 5ª | 6ª | 7ª | 8ª | 9ª | 10ª |
| Punti            | 25 | 17 | 15 | 12 | 10 | 8  | 6  | 4  | 2  | 1   |

| Posizione nel Super Sunday | 1ª | 2ª | 3ª | 4ª | 5ª |
| Punti                      | 5  | 4  | 3  | 2  | 1  |

| Posizione nella Power stage | 1ª | 2ª | 3ª | 4ª | 5ª |
| Punti (WRC)                 | 5  | 4  | 3  | 2  | 1  |

### Classifica assoluta piloti
| Pos. | Pilota               | MON | SVE | SAF | ISO | POR | ITA  | ACR | EST | FIN | PAR | CIL | EUR | GIA | ARA | Punti |
| ---- | -------------------- | --- | --- | --- | --- | --- | ---- | --- | --- | --- | --- | --- | --- | --- | --- | ----- |
| 1    | Elfyn Evans          | 21  | 1   | 14  | 3   | 65  | 454  | 43  | 614 | 454 |     |     |     |     |     | 176   |
| 2    | Kalle Rovanperä      | 42  | 545 | Rit | 1   | 32  | 31   | 272 | 412 | 1   |     |     |     |     |     | 173   |
| 3    | Sébastien Ogier      | 13  |     |     | 2   | 154 | 13   | 21  |     | 32  |     |     |     |     |     | 163   |
| 4    | Ott Tänak            | 5   | 43  | 23  | 6   | 21  | 232  | 152 | 23  | 10  |     |     |     |     |     | 163   |
| 5    | Thierry Neuville     | 65  | 34  | 32  | 75  | 423 | 1925 | 53  | 345 | 645 |     |     |     |     |     | 125   |
| 6    | Takamoto Katsuta     | Rit | 2   | Rit | 4   | 54  | 54   | 30  | Rit | 23  |     |     |     |     |     | 87    |
| 7    | Adrien Fourmaux      | 34  | 405 | 161 | 545 | Rit | 20   | 34  | 5   | Rit |     |     |     |     |     | 71    |
| 8    | Oliver Solberg       | 15  | 9   | 12  | 16  | 10  | 6    | 6   | 131 | 47  |     |     |     |     |     | 52    |
| 9    | Sami Pajari          | Rit | 7   | 45  | Rit | 7   | 7    | 465 | 7   | 5   |     |     |     |     |     | 48    |
| 10   | Grégoire Munster     | Rit | 8   | 54  | 11  | 9   | 32   | Rit | 10  | 8   |     |     |     |     |     | 21    |
| 11   | Josh McErlean        | 7   | 46  | 101 | Rit | 8   | 34   | 12  | 9   | 7   |     |     |     |     |     | 20    |
| 12   | Mārtiņš Sesks        |     | 6   |     |     | 15  | Rit  | 15  | 8   | 8   |     |     |     |     |     | 16    |
| 13   | Gus Greensmith       | 12  |     | 6   |     | 12  |      | 7   |     | 18  |     |     |     |     |     | 14    |
| 14   | Yohan Rossel         | 8   |     |     | 8   | 11  | 33   | 8   |     | 19  |     |     |     |     |     | 12    |
| 15   | Nikolay Gryazin      | 9   |     |     | 10  | 46  | 8    | Rit | Rit | 14  |     |     |     |     |     | 7     |
| 16   | Jan Solans           |     |     | 7   |     | 14  | 12   | 24  |     |     |     |     |     |     |     | 6     |
| 17   | Jourdan Serderidis   |     | 33  | 8   |     |     | 25   | Rit |     |     |     |     |     |     |     | 4     |
| 18   | Kajetan Kajetanowicz |     |     | 13  |     | 20  | 10   | 9   |     |     |     |     |     |     |     | 3     |
| 19   | Alejandro Cachón     |     |     |     | 9   | Rit | 28   | 10  |     |     |     |     |     |     |     | 3     |
| 20   | Fabrizio Zaldivar    |     | 14  | 9   |     | 22  | Rit  | 29  | 19  |     |     |     |     |     |     | 2     |
| 21   | Roberto Daprà        | 14  |     |     | 15  | 16  | 9    | 18  |     |     |     |     |     |     |     | 2     |
| 22   | Roope Korhonen       |     | 10  |     |     | 13  | 36   |     | 13  | 11  |     |     |     |     |     | 1     |
| 23   | Eric Camilli         | 10  |     |     |     |     |      |     |     |     |     |     |     |     |     | 1     |
| Pos. | Pilota               | MON | SVE | SAF | ISO | POR | ITA  | ACR | EST | FIN | PAR | CIL | EUR | GIA | ARA | Punti |

| Colore  | Risultato                |
| ------- | ------------------------ |
| Oro     | Vincitore                |
| Argento | 2º posto                 |
| Bronzo  | 3º posto                 |
| Verde   | Finito a punti           |
| Blu     | Finito senza punti       |
| Blu     | Non classificato (NC)    |
| Viola   | Ritirato (Rit)           |
| Nero    | Squalificato (SQ)        |
| Nero    | Escluso (ES)             |
| Bianco  | Non ha gareggiato        |
| Bianco  | Iscrizione ritirata (WD) |
| Bianco  | Non partito (NP)         |
| Bianco  | Gara cancellata (C)      |

### Classifica assoluta copiloti
| Pos. | Copilota               | MON | SVE | SAF | ISO | POR | ITA  | ACR | EST | FIN | PAR | CIL | EUR | GIA | ARA | Punti |
| ---- | ---------------------- | --- | --- | --- | --- | --- | ---- | --- | --- | --- | --- | --- | --- | --- | --- | ----- |
| 1    | Scott Martin           | 21  | 1   | 14  | 3   | 65  | 454  | 43  | 614 | 454 |     |     |     |     |     | 176   |
| 2    | Jonne Halttunen        | 42  | 545 | Rit | 1   | 32  | 31   | 272 | 412 | 1   |     |     |     |     |     | 173   |
| 3    | Vincent Landais        | 13  |     |     | 2   | 154 | 13   | 21  |     | 32  |     |     |     |     |     | 163   |
| 4    | Martin Järveoja        | 5   | 43  | 23  | 6   | 21  | 232  | 152 | 23  | 10  |     |     |     |     |     | 163   |
| 5    | Martijn Wydaeghe       | 65  | 34  | 32  | 75  | 423 | 1925 | 53  | 345 | 645 |     |     |     |     |     | 125   |
| 6    | Aaron Johnston         | Rit | 2   | Rit | 4   | 54  | 54   | 30  | Rit | 23  |     |     |     |     |     | 87    |
| 7    | Alexandre Coria        | 34  | 405 | 161 | 545 | Rit | 20   | 34  | 5   | Rit |     |     |     |     |     | 71    |
| 8    | Elliott Edmondson      | 15  | 9   | 12  | 16  | 10  | 6    | 6   | 131 | 47  |     |     |     |     |     | 52    |
| 9    | Marko Salminen         | Rit | 7   | 45  | Rit | 7   | 7    | 465 | 7   | 5   |     |     |     |     |     | 48    |
| 10   | Louis Louka            | Rit | 8   | 54  | 11  | 9   | 32   | Rit | 10  | 8   |     |     |     |     |     | 21    |
| 11   | Eoin Treacy            | 7   | 46  | 101 | Rit | 8   | 34   | 12  | 9   | 7   |     |     |     |     |     | 20    |
| 12   | Renārs Francis         |     | 6   |     |     | 15  | Rit  | 15  | 8   | 8   |     |     |     |     |     | 16    |
| 13   | Jonas Andersson        | 12  |     | 6   |     | 12  |      | 7   |     | 18  |     |     |     |     |     | 14    |
| 14   | Arnaud Dunand          | 8   |     |     | 8   | 11  | 33   | 8   |     | 19  |     |     |     |     |     | 12    |
| 15   | Konstantin Aleksandrov | 9   |     |     | 10  | 46  | 8    | Rit | Rit | 14  |     |     |     |     |     | 7     |
| 16   | Rodrigo Sanjuan        |     |     | 7   |     | 14  | 12   | 24  |     |     |     |     |     |     |     | 6     |
| 17   | Frédéric Miclotte      |     | 33  | 8   |     |     | 25   | Rit |     |     |     |     |     |     |     | 4     |
| 18   | Maciej Szczepaniak     |     |     | 13  |     | 20  | 10   | 9   |     |     |     |     |     |     |     | 3     |
| 19   | Borja Rozada           |     |     |     | 9   | Rit | 28   | 10  |     |     |     |     |     |     |     | 3     |
| 20   | Marcelo Der Ohannesian |     | 14  | 9   |     | 22  | Rit  | 29  | 19  |     |     |     |     |     |     | 2     |
| 21   | Luca Guglielmetti      | 14  |     |     | 15  | 16  | 9    | 18  |     |     |     |     |     |     |     | 2     |
| 22   | Anssi Viinikka         |     | 10  |     |     | 13  | 36   |     | 13  | 11  |     |     |     |     |     | 1     |
| 23   | Thibault de la Haye    | 10  |     |     |     |     |      |     |     |     |     |     |     |     |     | 1     |
| Pos. | Copilota               | MON | SVE | SAF | ISO | POR | ITA  | ACR | EST | FIN | PAR | CIL | EUR | GIA | ARA | Punti |

| Colore  | Risultato                |
| ------- | ------------------------ |
| Oro     | Vincitore                |
| Argento | 2º posto                 |
| Bronzo  | 3º posto                 |
| Verde   | Finito a punti           |
| Blu     | Finito senza punti       |
| Blu     | Non classificato (NC)    |
| Viola   | Ritirato (Rit)           |
| Nero    | Squalificato (SQ)        |
| Nero    | Escluso (ES)             |
| Bianco  | Non ha gareggiato        |
| Bianco  | Iscrizione ritirata (WD) |
| Bianco  | Non partito (NP)         |
| Bianco  | Gara cancellata (C)      |

### Classifica costruttori
Come nella precedente stagione, soltanto le migliori due vetture classificate per squadra potevano marcare punti per la classifica costruttori. Per quanto concerne i piazzamenti ottenuti nella power stage, soltanto le prime due vetture di ogni scuderia classificatesi tra le prime cinque potevano invece raccogliere i punti; un'eventuale terza vettura, oppure una vettura di una squadra non iscritta al campionato costruttori, che avesse dovuto terminare la prova tra le prime cinque, non avrebbe preso punti ma allo stesso tempo non sarebbe nemmeno stata "trasparente", ovvero i punti che avrebbe conquistato nella power stage non sarebbero stati assegnati ad alcuno, venendo pertanto "bruciati".
| Pos. | Costruttore              | Nº | Pilota    | MON    | SVE      | SAF  | ISO   | POR   | ITA    | ACR   | EST | FIN      | PAR | CIL | EUR | GIA | ARA | Punti |
| ---- | ------------------------ | -- | --------- | ------ | -------- | ---- | ----- | ----- | ------ | ----- | --- | -------- | --- | --- | --- | --- | --- | ----- |
| 1    | Toyota Gazoo Racing WRT  | 17 | Ogier     | 1(3)   |          |      | 2     | 154   | 13     | 21    |     | 232      |     |     |     |     |     | 458   |
| 1    | Toyota Gazoo Racing WRT  | 18 | Katsuta   |        | 2        | Rit  |       |       |        |       | Rit |          |     |     |     |     |     | 458   |
| 1    | Toyota Gazoo Racing WRT  | 33 | Evans     | 21     | 1        | 13   | NC(3) | NC(5) | NC5(4) | 4(4)3 | 453 | NC(5)(4) |     |     |     |     |     | 458   |
| 1    | Toyota Gazoo Racing WRT  | 69 | Rovanperä | NC(4)2 | NC(4)(5) | Rit  | 1     | 32    | 31     | NC2   | 31  | 1        |     |     |     |     |     | 458   |
| 2    | Hyundai Shell Mobis WRT  | 1  | Neuville  | NC4    | 34       | 32   | NC5   | 423   | 524    | NC3   | 24  | 423      |     |     |     |     |     | 371   |
| 2    | Hyundai Shell Mobis WRT  | 8  | Tänak     | 45     | 43       | 2(3) | 64    | 21    | 232    | 152   | 12  | 75       |     |     |     |     |     | 371   |
| 2    | Hyundai Shell Mobis WRT  | 16 | Fourmaux  | 3      | NC5      | NC1  | 343   | Rit   | NC     | 34    | NC  | Rit      |     |     |     |     |     | 371   |
| 3    | M-Sport Ford WRT         | 13 | Munster   | Rit    | 6        | 54   | 5     | 7     | 6      | Rit   | 7   | 6        |     |     |     |     |     | 129   |
| 3    | M-Sport Ford WRT         | 55 | McErlean  | 5      | 7        | 64   | Rit   | 6     | 75     | 5     | 6   | 5        |     |     |     |     |     | 129   |
| 4    | Toyota Gazoo Racing WRT2 | 5  | Pajari    | Rit    | 54       | 45   | Rit   | 5     | 4      | 65    | 5   | 34       |     |     |     |     |     | 85    |
| Pos. | Costruttore              | Nº | Pilota    | MON    | SVE      | SAF  | ISO   | POR   | ITA    | ACR   | EST | FIN      | PAR | CIL | EUR | GIA | ARA | Punti |

| Colore  | Risultato                |
| ------- | ------------------------ |
| Oro     | Vincitore                |
| Argento | 2º posto                 |
| Bronzo  | 3º posto                 |
| Verde   | Finito a punti           |
| Blu     | Finito senza punti       |
| Blu     | Non classificato (NC)    |
| Viola   | Ritirato (Rit)           |
| Nero    | Squalificato (SQ)        |
| Nero    | Escluso (ES)             |
| Bianco  | Non ha gareggiato        |
| Bianco  | Iscrizione ritirata (WD) |
| Bianco  | Non partito (NP)         |
| Bianco  | Gara cancellata (C)      |

### Classifiche WRC Masters Cup
Potevano prendere parte alla FIA Masters Cup soltanto i concorrenti nati il o prima del 1º gennaio 1975 che avessero gareggiato con vetture appartenenti alle categorie del gruppo R al di sotto della Rally1, ovvero RC2, RC3, RC4, RC5 e/o R-GT.

### Classifica piloti
| Pos. | Pilota               | MON | SVE | SAF | ISO | POR | ITA | ACR | EST | FIN | PAR | CIL | EUR | GIA | ARA | Punti |
| ---- | -------------------- | --- | --- | --- | --- | --- | --- | --- | --- | --- | --- | --- | --- | --- | --- | ----- |
| 1    | Uğur Soylu           |     | 5   |     | 5   | 2   | 2   | 2   | WD  | 1   |     |     |     |     |     | 96    |
| 2    | Miguel Granados      |     | 3   |     | 4   | 4   | 1   | 1   |     |     |     |     |     |     |     | 89    |
| 3    | Maurizio Chiarani    | 1   |     |     | 6   |     |     |     |     | 2   |     |     |     |     |     | 50    |
| 4    | George Vasilakis     |     | 4   | Rit |     |     |     | 3   |     |     |     |     |     |     |     | 27    |
| 5    | Alexander Villanueva |     | 1   |     |     | Rit |     |     |     |     |     |     |     |     |     | 25    |
| 6    | Carl Tundo           |     |     | 1   |     |     |     |     |     |     |     |     |     |     |     | 25    |
| 7    | Antonio Forné        |     |     |     | 1   |     |     |     |     |     |     |     |     |     |     | 25    |
| 8    | Pedro Meireles       |     |     |     |     | 1   |     |     |     |     |     |     |     |     |     | 25    |
| 9    | Eamonn Boland        | 3   |     |     | 7   |     |     |     |     |     |     |     |     |     |     | 21    |
| 10   | Juan Carlos Quintana |     |     |     | 2   |     |     |     |     |     |     |     |     |     |     | 17    |
| 11   | Miguel Díaz-Aboitiz  |     |     | 2   |     |     |     |     |     |     |     |     |     |     |     | 17    |
| 12   | Michał Sołowow       |     | 2   |     |     |     |     |     |     |     |     |     |     |     |     | 17    |
| 13   | Enrico Brazzoli      | 2   |     |     |     |     |     |     |     |     |     |     |     |     |     | 17    |
| 14   | Osamu Fukunaga       |     |     |     | 3   |     |     |     |     |     |     |     |     |     |     | 15    |
| 15   | Francisco Teixeira   |     |     |     |     | 3   |     |     |     |     |     |     |     |     |     | 15    |
| 16   | Henk Vossen          | 4   |     |     |     |     |     |     |     |     |     |     |     |     |     | 12    |
| Pos. | Pilota               | MON | SVE | SAF | ISO | POR | ITA | ACR | EST | FIN | PAR | CIL | EUR | GIA | ARA | Punti |

| Colore  | Risultato                |
| ------- | ------------------------ |
| Oro     | Vincitore                |
| Argento | 2º posto                 |
| Bronzo  | 3º posto                 |
| Verde   | Finito a punti           |
| Blu     | Finito senza punti       |
| Blu     | Non classificato (NC)    |
| Viola   | Ritirato (Rit)           |
| Nero    | Squalificato (SQ)        |
| Nero    | Escluso (ES)             |
| Bianco  | Non ha gareggiato        |
| Bianco  | Iscrizione ritirata (WD) |
| Bianco  | Non partito (NP)         |
| Bianco  | Gara cancellata (C)      |

### Classifica copiloti
| Pos. | Copilota       | MON | SVE | SAF | ISO | POR | ITA | ACR | EST | FIN | PAR | CIL | EUR | GIA | ARA | Punti |
| ---- | -------------- | --- | --- | --- | --- | --- | --- | --- | --- | --- | --- | --- | --- | --- | --- | ----- |
| 1    | Marc Martí     |     | 2   |     | 1   | 1   | 1   | 1   |     |     |     |     |     |     |     | 117   |
| 2    | Flavio Zanella | 1   |     |     | 2   |     |     |     |     | 1   |     |     |     |     |     | 67    |
| 3    | Allan Harryman |     | 3   | Rit |     |     |     | 2   |     |     |     |     |     |     |     | 32    |
| 4    | MJ             | 2   |     |     | 3   |     |     |     |     |     |     |     |     |     |     | 32    |
| 5    | Maciej Baran   |     | 1   |     |     |     |     |     |     |     |     |     |     |     |     | 25    |
| Pos. | Copilota       | MON | SVE | SAF | ISO | POR | ITA | ACR | EST | FIN | PAR | CIL | EUR | GIA | ARA | Punti |

| Colore  | Risultato                |
| ------- | ------------------------ |
| Oro     | Vincitore                |
| Argento | 2º posto                 |
| Bronzo  | 3º posto                 |
| Verde   | Finito a punti           |
| Blu     | Finito senza punti       |
| Blu     | Non classificato (NC)    |
| Viola   | Ritirato (Rit)           |
| Nero    | Squalificato (SQ)        |
| Nero    | Escluso (ES)             |
| Bianco  | Non ha gareggiato        |
| Bianco  | Iscrizione ritirata (WD) |
| Bianco  | Non partito (NP)         |
| Bianco  | Gara cancellata (C)      |

### Annotazioni
1. 1 2 3 4  Rally di Monte Carlo: la distanza prevista era di 18 prove speciali per un totale di 333,06 km; nel corso della competizione è stata cancellata la PS5 di 16,68 km.

### Fonti
1. 1 2   Giacomo Rauli, WRC | la FIA ufficializza: nel 2025 sparisce l'ibrido dalle Rally1, su it.motorsport.com, 15 novembre 2024. URL consultato il 25 gennaio 2025.
2. 1 2  (EN) WRC reveals spectacular expanded 2025 calendar, su wrc.com, 31 luglio 2024. URL consultato il 25 gennaio 2025.
3. ↑  (EN) Ben Miles, 2025 WRC Drivers and Teams, su goodwood.com, 20 dicembre 2024. URL consultato il 25 gennaio 2025.
4. ↑  (EN) WRC 2025 Calendar, su wrc.com, WRC Promoter GmbH. URL consultato il 10 gennaio 2025.
5. 1 2 3  (EN) What’s new for the 2025 WRC?, su wrc.com, WRC Promoter GmbH. URL consultato il 20 gennaio 2025.
6. ↑  (EN) WRC enters new era with Hankook Tire, su wrc.com, 15 gennaio 2025. URL consultato il 25 gennaio 2025.
7. ↑   Michele Montesano, Hankook sarà il nuovo fornitore di pneumatici per il triennio 2025-27, su italiaracing.net. URL consultato il 25 gennaio 2025.
8. ↑  (EN) Sharper focus on rally wins with 2025 WRC points update, su wrc.com, WRC Promoter GmbH. URL consultato il 25 gennaio 2025.
9. ↑   Paige Clark, Rivoluzione Punti WRC 2025: Uno Sguardo Più Da Vicino al Nuovo Sistema che Potrebbe Cambiare le Dinamiche del Rally, su motorcyclesports.net, 13 dicembre 2024. URL consultato il 25 gennaio 2025.
10. 1 2 3 4  (EN) Iscritti Rally di Monte Carlo (PDF), su amazonaws.com, WRC Promoter GmbH. URL consultato il 4 gennaio 2024.
11. 1 2 3 4  (EN) Iscritti Rally di Svezia (PDF), su sportify.com, WRC Promoter GmbH. URL consultato il 17 gennaio 2024.
12. 1 2 3 4  (EN) Iscritti Safari Rally (PDF), su amazonaws.com, WRC Promoter GmbH. URL consultato il 21 febbraio 2025.
13. 1 2 3 4  (EN) Iscritti Rally delle Isole Canarie (PDF), su sportity.com, WRC Promoter GmbH. URL consultato il 31 marzo 2025.
14. 1 2 3 4  (EN) Iscritti Rally del Portogallo (PDF), su sportity.com, WRC Promoter GmbH. URL consultato il 1º maggio 2025.
15. 1 2 3 4  (EN) Iscritti Rally di Sardegna (PDF), su webassets.redbull.com, WRC Promoter GmbH. URL consultato il 20 maggio 2025.
16. 1 2 3 4  (EN) Iscritti Rally dell'Acropoli, su drive.google.com, WRC Promoter GmbH. URL consultato il 30 maggio 2025.
17. 1 2 3 4  (EN) Iscritti Rally d'Estonia (PDF), su sportity.com, WRC Promoter GmbH. URL consultato il 26 giugno 2025.
18. 1 2 3 4  (EN) Iscritti Rally di Finlandia (PDF), su sportity.com, WRC Promoter GmbH. URL consultato il 4 luglio 2025.
19. 1 2  (EN) Iscritti Rally del Paraguay (PDF), su sportity.com, WRC Promoter GmbH. URL consultato il 5 agosto 2025.